# Association pour l’emploi des cadres, ingénieurs et techniciens de l’agriculture
L'association pour l'emploi des cadres, ingénieurs et techniciens de l'agriculture ou APECITA a été créée en 1954, en France. Agréée par l’Agence nationale pour l'emploi (ANPE) en 1970, elle est reconnue d’utilité publique en 1971. L’APECITA est devenue en 1981, par la volonté des partenaires sociaux, une association paritaire ayant pour mission de proposer des emplois dans les secteurs touchant de près ou de loin l'agriculture, l'agroalimentaire et l'environnement.

## Historique
L'APECITA est créée en 1954, en France. Le caractère très spécifique des emplois agricoles a conduit l’ANPE à déléguer le plus généralement ses attributions de conseil d’orientation et de placement à l’APECITA, qui est agréée par l'ANPE en 1970. En 1979, trois organismes ont vocation à se charger de l’emploi, de l’information et de l’orientation des cadres : l’ANPE (211 750 offres), l’Apec (25 000 offres) et l’APECITA (5 600 offres). En 1981, l'association devient une association paritaire entre employeurs et salariés.

## Missions
L’objectif principal de l’APECITA est de favoriser la rencontre des employeurs et des personnes à la recherche d’un emploi dans ces secteurs. A cette fin, l’association conseille et oriente les candidats dans leur projet, accompagne les entreprises dans leurs recrutements et contribue à l'insertion professionnelle, en appui aux organismes de formation.

## Organisation
L'APECITA est une association paritaire dont le financement provient majoritairement des cotisations des cadres et des entreprises des secteurs agricole, de la coopération et de la mutualité.
Le conseil d'administration est organisé en deux collèges, celui des employeurs et celui des salariés. La présidence est renouvelée tous les deux ans et est assurée alternativement par un représentant de chaque collège.
Les organisations représentées dans le conseil d'administration sont :
- pour le collège employeurs : la FNSEA et la CNMCCA (Coop de France, Groupama, Crédit Agricole, MSA) ;
- pour le collège salariés : la CFE-CGC, la FGTA FO, la CFTC Agri, la CGT, la FGA-CFDT, la FNCDS et l'UNSA agriculture-agroalimentaire.

## Services
La mission principale de l'APECITA est de mettre en relation les candidats qui recherchent un emploi ou un stage en agriculture, agroalimentaire et environnement, ainsi que des employeurs cherchant à recruter un ou plusieurs salariés. Sur le site internet www.apecita.com sont publiées toutes les offres d'emploi en agriculture, agroalimentaire et environnement. En 2014, l'APECITA a créé un site consacré à l'agroalimentaire : www.jobagroalimentaire.com. En 2020, l'APECITA a diffusé plus de 18 400 offres par an et s'occupe de près de 17 800 candidats sous forme d'entretiens ou de bilans de compétences.
L’APECITA dispose également d’un site consacré à l’orientation www.agrorientation.com, sur lequel figurent plus de deux cents fiches métiers, et sur lequel sont répertoriées les formations (allant du CAP au diplômes d’ingénieurs) et les établissements. 
L’APECITA publie plusieurs bulletins d'information dont un bimensuel sur l’emploi et la formation en agriculture, agroalimentaire et environnement intitulé Tribune verte,